# Winners’ Chapel
Winners’ Chapel (auch als Living Faith Church bekannt) ist eine Megachurch, die 1981 von David Oyedepo in Kaduna, Nigeria, gegründet wurde. Sie ist inzwischen weltweit in über 50 Ländern verbreitet. Allein in Nigeria existieren mehr als 400 Gemeinden. Die zentrale Lehraussage der Kirche ist die All-Möglichkeit des Glaubens innerhalb des irdischen Daseins, darunter die Möglichkeit durch Gebete Heilung von Krankheiten zu erlangen und materiellen Wohlstand zu erreichen.
Das Hauptquartier der Winners’ Chapel wird Faith Tabernacle genannt. Es ist innerhalb eines Canaanland genannten, über 200 ha großen Kirchengeländes in Ota errichtet, einem Vorort von Lagos. Das Faith Tabernacle gehört mit einer Kapazität von über 50.000 Sitzplätzen innerhalb und 250.000 außerhalb des Gebäudes zu den größten Kirchengebäuden der Welt. Auf dem Gelände ist ebenfalls eine von der Kirche gestiftete private Universität untergebracht, die Covenant University, sowie ein eigener Verlag, der von Oyedepo verfasstes Schrifttum herausgibt.
Winners’ Chapel unterhält einige Grundschulen und höhere Schulen in Nigeria. Sie hat außerdem ihr eigenes Bibelseminar, genannt Word of Faith Bible Institute (WOFBI). Es ist mit Niederlassungen in mehr als dreißig Ländern das größte Institut dieser Art, das in Nigeria gegründet wurde. Zur Kirche gehören weiterhin zwei Passagierflugzeuge und eine 350 Fahrzeuge starke Busflotte, die Kirchenbesucher nach und von Canaanland transportiert. Ein Zweig der Missionsgesellschaft der Winners’ Chapel, Ministry World Mission Agency (WMA), widmet sich karitativen Aufgaben, speziell für die Bedürftigen innerhalb der Gemeinde.
Jeden Dezember ruft die Winners’ Chapel eine Großversammlung ein, die Shiloh genannt wird. Während des Shiloh-Treffens im Jahr 2007 kündigte Oyedepo an, dass die Kirche begonnen habe, sechs weitere Universitäten in ganz Afrika zu errichten.
Die zur Pfingstbewegung gehörende Kirche sieht sich auf zwölf Säulen gegründet:
| Zwölf Steine Jos 4,1–8 ; 4,20-24        | Zwölf Steine Jos 4,1–8 ; 4,20-24           | Zwölf Steine Jos 4,1–8 ; 4,20-24              |
| --------------------------------------- | ------------------------------------------ | --------------------------------------------- |
| Glaube 1 Joh 5,4 ; Eph 6,16             | Wohlergehen 3 Joh 2 ; Ps 35,27 ; Sach 1,17 | Erfolg Jos 1,8-10                             |
| Das Wort Joh 1,1-12 ; Heb 1,3           | Gebet 1 Joh 5,14                           | Vision Spr 29,18 ; Jer 29,11                  |
| Das Übernatürliche Ps 82,5-7 ; Joh 3,8  | Heilung Jes 53,3-4 ; Jer 8,22 ; Mt 8,17    | Konsekration Hebr 12,14 ; 2 Tim 2,19          |
| Der Heilige Geist Apg 1,1-8 ; Jes 10,27 | Weisheit Spr 24,3-4 ; Jes 33,6             | Lobpreis 2 Chr 20,20-22 ; Ps 67,1-7 ; 149,1-9 |